# Řepa červená

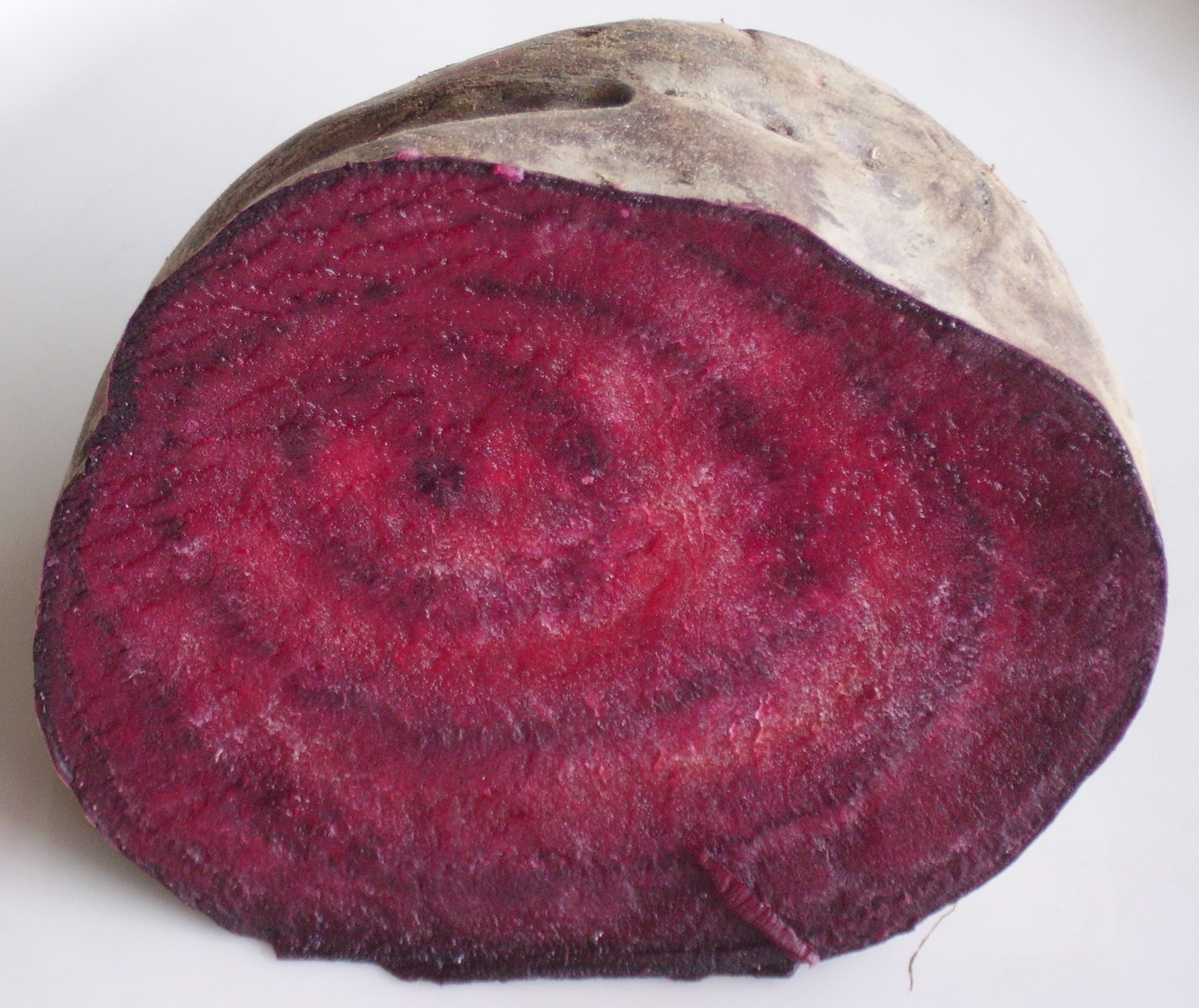
Rozříznutý kořen

Řepa červená (řepa salátová; Beta vulgaris var. vulgaris) je dvouletá rostlina, zástupce kořenové zeleniny z čeledi laskavcovité (Amaranthaceae), u které se konzumuje její podzemní část.

## Původ
Její původ je ve Středomoří a v severoafrickém prostředí. Je známá a oblíbená jak v Evropě, tak v Severní Americe a mnoha asijských zemích. První záznamy o červené řepě jsou staré asi 3000 let a pocházejí z Babylonie. Byla známá i ve starém Římě, kde byla bohatě využívána, jednak jako jídlo, ale zejména jako lék. Díky rozsáhlosti Římské říše se rozšířila do celé Evropy.

## Použití
Syrová řepa se dobře uplatní v salátech. Chutná s česnekem, křenem, zelím, jablky, pomeranči a ořechy. Z vařené řepy se připravují saláty se smetanou, majonézou, marinádou apod.
Oba druhy salátů jsou dobrým doplňkem pečeného masa a minutek. Uvařenou mladou červenou řepu stačí jen osolit, pokapat citronem a máslem – je to dobrá příloha pro ty, kdo nemají rádi kyselé saláty.
Jedná se o jeden z nejrozšířenějších druhů pěstovaných řep.[zdroj?]
Její konzumace je rozšířena převážně ve východní Evropě, kde se používá pro přípravu boršče. Ke konzumaci nejčastěji slouží podzemní kořenová část, která se před jídlem často vaří či se podává studená po uvaření jako salát s octem či olejem. Dají se konzumovat i zelené listy, které se nejčastěji podávají dušené či vařené. Řepa se též může naložit nebo péct.

## Léčivé účinky
Červená řepa bývá někdy řazena k tzv. superpotravinám. Obsahuje v hojném množství pigment betain, který brání rozvoji kornatění tepen a podporuje činnost jater. Barvivo červené řepy, betanin, rozšiřuje věnčité tepny a zpevňuje stěnu vlásečnic. K přímo léčivým účinkům lze zařadit například účinky močopudné, vylučuje sůl z těla, povzbuzuje činnost žaludku a tvorbu žluči. Podporuje růst buněk a opravuje jejich jádra. Aktivuje tvorbu červených krvinek, a tím zásobování buněk kyslíkem. Podporuje činnost střev a zbavuje je jedovatých látek, odstraňuje zácpu. Podporuje nervovou činnost a posiluje imunitu, potlačuje záněty a alergie. Při ateroskleróze se doporučuje léčivá kúra: syrová šťáva z červené řepy v dávce 50–100 ml denně po dobu alespoň deseti dní.
Červená řepa obsahuje šťavelan vápenatý, který může za jistých okolností způsobovat tvorbu ledvinových kamenů.

## Průměrný obsah látek a minerálů
Ve 100 g bulvy je asi 70 mg sodíku, 380 mg draslíku a 20 mg vápníku, dále řepa obsahuje hořčík a z mikroprvků rubidium a cesium. Důležitý je obsah rostlinných barviv, betaninů, zabraňujících křehkosti cév. Z vitamínů obsahuje vitamín C, vitamíny skupiny B a další.
Tabulka udává dlouhodobě průměrný obsah živin, prvků, vitamínů a dalších nutričních parametrů zjištěných v červené řepě:
| Složka          | Jednotka | Průměrný obsah | Prvek (mg/100 g) | Průměrný obsah | Složka (mg/100g) | Průměrný obsah |
| --------------- | -------- | -------------- | ---------------- | -------------- | ---------------- | -------------- |
| voda            | g/100 g  | 87,1           | Na               | 66             | vitamin C        | 5              |
| bílkoviny       | g/100 g  | 1,7            | K                | 380            | vitamin D        | 0              |
| tuky            | g/100 g  | 0,1            | Ca               | 20             | vitamin E        | stopy          |
| cukry           | g/100 g  | 7,0            | Mg               | 11             | vitamin B6       | 0,03           |
| škrob           | g/100 g  | 0,6            | P                | 51             | vitamin B12      | 0              |
| vláknina        | g/100 g  | 1,9            | Fe               | 1,0            | karoten          | 0,02           |
| mastné kyseliny | g/100 g  | 0,1            | Cu               | 0,02           | thiamin          | 0,01           |
| cholesterol     | g/100 g  | 0              | Zn               | 0,4            | riboflavin       | 0,01           |
| energie         | kJ/100 g | 154            | Mn               | 0,7            | niacin           | 0,1            |